# 科内萨
科内萨，是西班牙加泰罗尼亚塔拉戈纳省的一个市镇。总面积29平方公里，总人口132人（2001年），人口密度5人/平方公里。